# Белчана
Белчана (рум. Bălceana) — село у Гинчештському районі Молдови. Утворює окрему комуну.

## Населення
За даними перепису населення 2004 року у селі проживали 1832 особи.
Національний склад населення села:
| Національність       | Кількість осіб | Відсоток   |
| -------------------- | -------------- | ---------- |
| молдавани румуни     | 1813 2         | 99,0% 0,1% |
| українці             | 7              | 0,4%       |
| росіяни              | 4              | 0,2%       |
| гагаузи              | 4              | 0,2%       |
| цигани               | 1              | 0,1%       |
| інша / без відповіді | 1              | 0,1%       |
| Всього               | 1832           | 100%       |